# Liste der Mitglieder der American Academy of Arts and Sciences/1854
Im Jahr 1854 wählte die American Academy of Arts and Sciences 8 Personen zu ihren Mitgliedern.

## Neugewählte Mitglieder
- Thomas Mayo Brewer (1814–1880)
- Rufus Choate (1799–1859)
- Benjamin Robbins Curtis (1809–1874)
- Silas Durkee (1798–1878)
- William Hamilton (1788–1856)
- Ephraim Peabody (1807–1856)
- Carl Theodor Ernst von Siebold (1804–1885)
- Charles Eliot Ware (1814–1887)